# The Austin Common Standards Revision Group
Die Austin Common Standards Revision Group (auch bekannt als Austin Group) ist eine technische Arbeitsgruppe, die sich um die Entwicklung und Pflege eines gemeinsamen Standards POSIX.1 und Teile der Single UNIX Specification kümmert. 
Die Arbeitsweise wird von der Gruppe selbst als „einmal schreiben, überall anwenden“ definiert, die Resultate und Standards der Gruppe sind also vielfach gültig. So erscheinen sie zum einen als Standards der ISO und der IEC, als auch der IEEE und als technische Papiere der Open Group selbst. Dieser Ansatz soll die Entwicklungsarbeit der Industrie und Standardisierungsorganisationen in einer einzigen Gruppe vereinen, um eine bessere Effizienz zu erreichen.
Die Gruppe hat derzeit über 500 Mitglieder, den Vorsitz hat Andrew Josey von der Open Group. Die Open Group betreibt die Tagesgeschäfte der Gruppe, unter anderem E-Mail und Webserver. Es gibt keine Mitgliedsgebühren oder andere zu entrichtende Beiträge.